# Wjatscheslaw Wassiljewitsch Meschkow
Wjatscheslaw Wassiljewitsch Meschkow (russisch Вячеслав Васильевич Мешков; * 12. März 1958 in der Oblast Swerdlowsk, Sowjetunion) ist ein russischer Sportfunktionär, Handballtrainer und ehemaliger Handballspieler.

## Karriere

### Verein
Wjatscheslaw Meschkow wurde in der Oblast Swerdlowsk geboren und wuchs in Werchni Tagil auf. Dort spielte er bis zu seinem 16. Lebensjahr Basketball. Zum Handball kam er, weil man ihm versprach, dann bei der Aufnahme in die Staatliche Technische Universität des Uralgebiets zu helfen. Nachdem er den Aufnahmetest nicht bestanden hatte, wurde er in ein Verteidigungswerk eingewiesen, um dem Armeedienst zu entgehen. Nebenbei spielte er Handball. Bei allrussischen Wettbewerben wurden die Verantwortlichen von Poljot Tscheljabinsk auf Meschkow aufmerksam. Sie halfen ihm bei der Aufnahme in das Sportinstitut, dessen Eingangstest er dieses Mal bestand.
Ab 1977 lief der Rückraumspieler für Poljot Tscheljabinsk auf. 1979 nahm die Mannschaft erstmals an der sowjetischen Meisterschaft teil. Nach dem Abstieg gelang 1981 die erneute Teilnahme. Anschließend etablierte sie sich in der höchsten nationalen Liga.

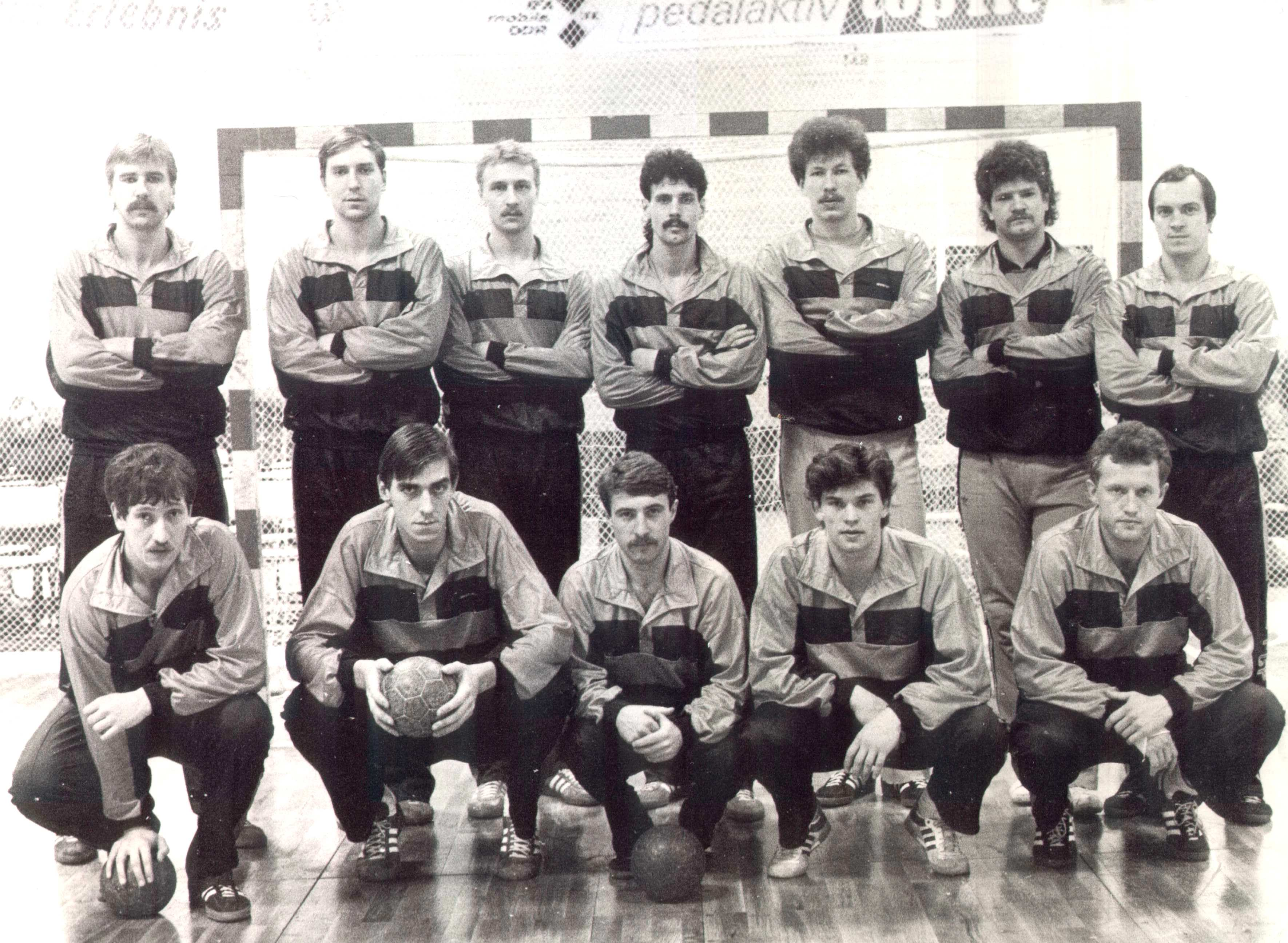
Wjatscheslaw Meschkow (hinten links) am 1. Juni 1989 bei Poljot Tscheljabinsk

1989 durfte Meschkow ins Ausland wechseln. Auf Vermittlung von "Sovintersport" bekam er einen Vertrag mit dem schwedischen Zweitligisten Malmö, durfte aber in der ersten Saison nur 20 % seines Gehalts behalten, in der zweiten Saison 40 %. Nach dem Aufstieg in die erste schwedische Liga wurde sein Vertrag nicht mehr verlängert. Sein ehemaliger Mitspieler in Tscheljabinsk, Waleri Gopin, vermittelte ihn an dessen spanischen Verein BM Puleva Málaga, der in der ersten spanischen Liga spielte. Nach einem Jahr wechselte er zum tschechischen Verein HC Zlín. Nach einer Saison beim SC Borussia 04 Fulda, wo mit Wassili Baran ein weiterer Russe spielte, kehrte er 1995 in seine Heimat zurück.

### Nationalmannschaft
Mit der sowjetischen Juniorennationalmannschaft wurde Meschkow 1979 in Dänemark U-21-Weltmeister. Für diesen Erfolg erhielt er die Auszeichnung Verdienter Meister des Sports der UdSSR internationaler Klasse. Als Teil der Auswahl der Russischen Sozialistischen Föderativen Sowjetrepublik wurde er bei der Völker-Spartakiade 1979 Sechster und 1983 Dritter.
Mit der sowjetischen Nationalmannschaft gewann er den Ostseepokal 1981 in der Sowjetunion, den Karpatenpokal 1982 in Rumänien, den World Cup 1984 in Schweden und den Supercup 1985 in Deutschland. Bei den Goodwill Games 1986 in Moskau lief er für die Auswahl der russischen SFSR auf, die außer Konkurrenz teilnahm und nur gegen die sowjetische Mannschaft verlor.

## Trainerlaufbahn
In Tscheljabinsk arbeitete Meschkow zunächst als kaufmännischer Leiter. Im Jahr 2003 übernahm er kurzzeitig den Trainerposten bei Poljot, bevor Gopin ihn ablöste. Im selben Jahr gewann er als Trainer der russischen Eisenbahnernationalmannschaft die Weltmeisterschaft der Eisenbahner in Deutschland. 2004 gewann er mit der russischen Studentenauswahl die Handball-Studentenweltmeisterschaft in Tscheljabinsk. 2007 wiederholte er mit den Eisenbahnern den Triumph in Norwegen.
2005 gründete er auf Basis von Lokomotive-Poljot die Außenstellen in Orenburg und Kurgan. Bis heute arbeitet er im Verein.